# Llista de Gardiner (X)
El Grup X de la llista de Gardiner és un dels 26 subgrups de jeroglífics egipcis que l'egiptòleg britànic Alan Gardiner va realitzar en el seu llibre Gramàtica de la llengua egípcia. En aquest grup hi ha 8 jeroglífics amb temes referents a pans i pastissos.

## Taula de jeroglífics
| X1 |

| X1 |

| X2 |

| X2 |

| X3 |

| X3 |

| X4 |

| X4 |

| X5 |

| X5 |

| X6 |

| X6 |

| X7 |

| X7 |

| X8 |

| X8 |